# Roger de Bryon-Faes
Hon. Roger August Alfred Faes, de Bryon-Faes, OAM, FRSA (* 2. Oktober 1914 in Sydney, New South Wales; † 12. Oktober 2001 in Canberra, Australian Capital Territory) war ein australischer Arzt und Politiker der Liberal Party of Australia, der unter anderem zwischen 1961 und 1981 mehr als 20 Jahre lang Mitglied im Parlament von New South Wales war.

## Leben
Roger August Alfred Faes, de Bryon-Faes, Sohn des belgischen Diplomaten Roger August Faes, Comte de Bryon Faes, und dessen Louisa Martha Clark, begann nach dem Besuch des 1879 gegründeten St Aloysius’ College in Highgate ein Chemiestudium sowie ein Studium der Medizin an der Temple University in Pennsylvania, welches er 1936 sowohl mit einem Master of Arts (M.A.) als auch mit einem Master of Science (M.Sc.) beendete. 1938 erwarb er zudem eine Doctor of Philosophy (Ph.D.) an der Temple University und arbeitete daraufhin als Chemiker. Nachdem er 1943 in Chicago eine Fortbildung abgeschlossen hatte, war er als Facharzt für Podiatrie tätig. 1945 gehörte er zu den Mitgründern der Liberal Party of Australia in Manly, einem Vorort von Sydney, und arbeitete als Direktor des Manly Hospital. Daneben engagierte er sich in verschiedenen Organisationen und war Mitglied auf Lebenszeit (Life Fellow) der Royal Society of Arts (FRSA), des Royal Institute of Public Health sowie der Royal Society of Health. Er war ferner Vizepräsident des Ortsverbands der Liberalen Partei von Balgowlah. Er engagierte sich zwischen 1961 und 1972 als Verwalter der Stiftung für Menschen mit Behinderungen (Foundation for Disabled) und war von 1963 bis 1969 auch Mitglied des Exekutivvorstands dieser Stiftung.
Am 23. April 1981 wurde de Bryon-Faes für die Liberal Party erstmals Mitglied im Parlament von New South Wales und war zunächst bis zum 23. April 1973 indirekt gewähltes Mitglied sowie im Anschluss vom 23. April 1973 bis zum 28. August 1981 direkt gewähltes Mitglied des Legislativrates (NSW Legislative Council), des Oberhauses des Parlaments. Während seiner Parlamentszugehörigkeit war er zwischen dem 24. Februar 1970 und dem 13. Mai 1976 als Government Whip Parlamentarischer Geschäftsführer der Regierungsfraktion im Legislativrat sowie anschließend vom 14. Mai 1976 bis zum 28. August 1981 Opposition Whip und damit Parlamentarischer Geschäftsführer der Oppositionsfraktion der Liberal Party im SW Legislative Council. Für seine Verdienste als Parlamentsmitglied wurde ihm das Recht zur Führung des Ehrentitels The Honourable verliehen. Daneben war er zwischen 1967 und 1972 Direktor des Queen Victoria Hospital und wurde zudem 1967 Mitglied des Rates der Macquarie University in Sydney sowie 1972 Sonderberater von Eric White and Associates. 
Roger de Bryon-Faes war ein führender Vertreter der Laien der römisch-katholischen Kirche in Australien und erhielt unter anderem das Erbliche Großkreuz des Hubertusordens, 1966 de Ritterwürde des Souveränen Malteserordens, das Großkreuz des St. Agatha-Ordens sowie 1975 die Ritterwürde des Lazarus-Ordens. Im Rahmen des „Australia Day“ wurde ihm für Verdienste um das Gesundheitswesen und das Parlament von New South Wales am 26. Januar 1990 ferner die Medaille des Order of Australia verliehen. Er war zwei Mal verheiratet. Aus seiner ersten am 24. Dezember 1941 geschlossenen Ehe mit Mary Doreen Harding ging eine Tochter hervor. In zweiter Ehe heiratete er am 29. Dezember 1978 Barbara Lyle.